# Экемовиль
Экемови́ль (фр. Équemauville) — коммуна во Франции, находится в регионе Нижняя Нормандия. Департамент коммуны — Кальвадос. Входит в состав кантона Онфлёр. Округ коммуны — Лизьё.
Код INSEE коммуны — 14243.

## Население
Население коммуны на 2010 год составляло 1280 человек.
| 1962 | 1968 | 1975 | 1982 | 1990 | 1999 | 2010 |
| ---- | ---- | ---- | ---- | ---- | ---- | ---- |
| 708  | 629  | 730  | 914  | 1227 | 1212 | 1280 |

## Экономика
В 2010 году среди 786 человек трудоспособного возраста (15—64 лет) 530 были экономически активными, 256 — неактивными (показатель активности — 67,4 %, в 1999 году было 66,2 %). Из 530 активных жителей работали 494 человека (254 мужчины и 240 женщин), безработных было 36 (17 мужчин и 19 женщин). Среди 256 неактивных 81 человек были учениками или студентами, 122 — пенсионерами, 53 были неактивными по другим причинам.